# 1719
| [ Edytuj tabelę ]              | |
| Król Polski                    | - 1709 August II Mocny 1733 |
| Król Afganistanu               | - 1715 Mahmud Chan 1725 |
| Współksiążęta Andory           | - 1714 Simeó de Guinda y Apéztegui 1737 - 1715 Ludwik XV 1774                                                                                |
| Elektor Bawarii                | - 1679 Maksymilian II Emanuel 1726 |
| Sułtan Brunei                  | - 1705 Hussin Kamaluddin 1730 |
| Cesarz Chin                    | - 1661 Kangxi 1722 |
| Król Czech                     | - 1711 Karol VI Habsburg 1740 |
| Król Danii                     | - 1699 Fryderyk IV 1730 |
| Dalajlama                      | - 1708 Kelzang Gjaco 1757 |
| Cesarz Etiopii                 | - 1716 Dawid III 1721 |
| Król Francji                   | - 1715 Ludwik XV 1774 |
| Król Hiszpanii                 | - 1700 Filip V 1724 |
| Landgraf Hesji-Kassel          | - 1670 Karol I Heski 1730 |
| Stadhouder Holandii            | - 1702 drugi okres bez stadhoudera 1747 |
| Szach Iranu                    | - 1694 Sultan Husajn 1722 |
| Państwo Wielkich Mogołów       | - 1713 Furrukhsijar 1719 - 1719 Rafi Ul-Darjat 1719 - 1719 Rafi Ud-Daulat 1719 - 1719 Nikusijar 1719 - 1719 Mohammed Szah 1720               |
| Król Irlandii                  | - 1714 Jerzy I Hanowerski 1727 |
| Cesarz Japonii                 | - 1709 Nakamikado 1735 |
| Kalif                          | - 1703 Ahmed III 1736 |
| Patriarcha Konstantynopola     | - 1716 Jeremiasz III 1726 |
| Władca Korei                   | - 1674 Sukjong 1720 |
| Książę Liechtensteinu          | - 1718 Antoni Florian 1721 |
| Sułtan Maroka                  | - 1672 Maulaj Isma’il 1727 |
| Książę Monako                  | - 1701 Antoni I 1731 |
| Król Nawarry                   | - 1710 Ludwik XV 1774 |
| Król Norwegii                  | - 1699 Fryderyk IV 1730 |
| Sułtan Omanu                   | - 1711 Sultan II ibn Sajf 1719 - 1719 Sajf II ibn Sultan 1724                                                                                |
| Elektor Palatynatu             | - 1716 Karol III Filip 1742 |
| Papież                         | - 1700 Klemens XI 1721 |
| Książę Parmy i Piacenzy        | - 1694 Franciszek 1727 |
| Król Portugalii                | - 1706 Jan V 1750 |
| Król w Prusach                 | - 1713 Fryderyk Wilhelm I 1740 |
| Car Rosji                      | - 1682 Piotr I Wielki 1725 |
| Cesarz Rzymski (niemiecki)     | - 1711 Karol VI Habsburg 1740 |
| Kapitanowie Regenci San Marino | - 1719 Giovanni Paolo Valloni 1719 - 1718 Baldassarre Tini 1719 - 1719 Francesco Moracci 1719 - 1719 Gian Giacomo Angeli Lorenzo Giangi 1720 |
| Elektor Saksonii               | - 1694 Fryderyk August I (król Polski) 1733                                                                                                  |
| Król Szwecji                   | - 1719 Ulryka Eleonora Wittelsbach 1720 |
| Król Tajlandii                 | - 1709 Tai Sa 1733 |
| Sułtan Turków                  | - 1703 Ahmed III 1730 |
| Doża Wenecji                   | - 1709 Giovanni Cornaro 1722 |
| Król Węgier                    | - 1711 Karol III 1740 |
| Monarcha Wielkiej Brytanii     | - 1714 Jerzy I 1727 |

Rok 1719 / MDCCXIX
stulecia: XVII wiek ~
XVIII wiek ~
XIX wiek

lata: 1709 «
1714 «
1715 «
1716 «
1717 «
1718 «
1719
» 1720
» 1721
» 1722
» 1723
» 1724
» 1729

## Wydarzenia w Polsce
- Wojska rosyjskie opuściły granice Rzeczypospolitej[1]
- 2 czerwca – w Lublinie wybuchł pożar, który spowodowany był uderzeniem pioruna w słomiany dach jednego z domów w dzielnicy żydowskiej pod miejskimi murami.
- Fryderyk Wilhelm I Hohenzollern kupił Szczecin od Szwedów za dwa miliony talarów.

## Wydarzenia na świecie
- 5 stycznia – w Wiedniu został zawarty przez pełnomocników antyrosyjski sojusz między cesarzem Karolem VI Habsburgiem, królem Wielkiej Brytanii i elektorem Hanoweru Jerzym I oraz księciem elektorem Saksonii i królem Polski Augustem II Mocnym, mający pozostawać w zawieszeniu aż do formalnego potwierdzenia przez Sejm, do czego nie doszło z powodu zrywania obrad.
- 9 stycznia – Francja wypowiedziała wojnę Hiszpanii.
- 23 stycznia – utworzono księstwo Liechtenstein.
- 25 kwietnia – ukazała się powieść Przypadki Robinsona Crusoe Daniela Defoe.
- 4 czerwca – III wojna północna: zwycięstwo Rosjan nad Szwedami w bitwie morskiej pod Ozylią.
- 10 czerwca – w bitwie pod Glen Shiel Brytyjczycy pokonali powstańców jakobickich.
- 13 sierpnia – III wojna północna: Szwedzi pokonali Rosjan w bitwie pod Stäket.
- Próba inwazji na Wielką Brytanię zorganizowana przy wsparciu Hiszpanii.
- Sojusz zaoferował Jakubowi Stuartowi hiszpański minister, kardynał Giulio Alberoni. Siły inwazyjne liczyły ok. 5 tys. ludzi, na 27 okrętach. Większość hiszpańskich okrętów zatonęła jednak w czasie sztormu na Kanale.
- James Figg zakłada w Londynie akademię boksu. Rok ten jest uznawany oficjalnie za datę narodzin boksu.

## Urodzili się
- 17 marca - Gabriel Podoski, polski duchowny katolicki, arcybiskup gnieźnieński, prymas Polski (zm. 1777)
- 28 marca - Anna Ciecierska, polska szlachcianka (zm. 1791)
- 17 października - Michał Barszczewski, polski duchowny katolicki, misjonarz, pedagog (zm. 1802)
- 19 października – Lupus Thomas, francuski jezuita, męczennik, błogosławiony katolicki (zm. 1792)

## Zmarli
- 10 marca – Jean-Baptiste Alexandre Le Blond – francuski architekt i projektant ogrodów (ur. 1679);
- 7 kwietnia – święty Jan de La Salle (ur. 1651)
- 31 grudnia – John Flamsteed, astronom angielski (ur. 1646)

## Święta ruchome
- Tłusty czwartek: 16 lutego
- Ostatki: 21 lutego
- Popielec: 22 lutego
- Niedziela Palmowa: 2 kwietnia
- Wielki Czwartek: 6 kwietnia
- Wielki Piątek: 7 kwietnia
- Wielka Sobota: 8 kwietnia
- Wielkanoc: 9 kwietnia
- Poniedziałek Wielkanocny: 10 kwietnia
- Wniebowstąpienie Pańskie: 18 maja
- Zesłanie Ducha Świętego: 28 maja
- Boże Ciało: 8 czerwca